# Manta (Kolumbia)
Manta – miasto w Kolumbii, w departamencie Cundinamarca.